# Список столиць штатів США

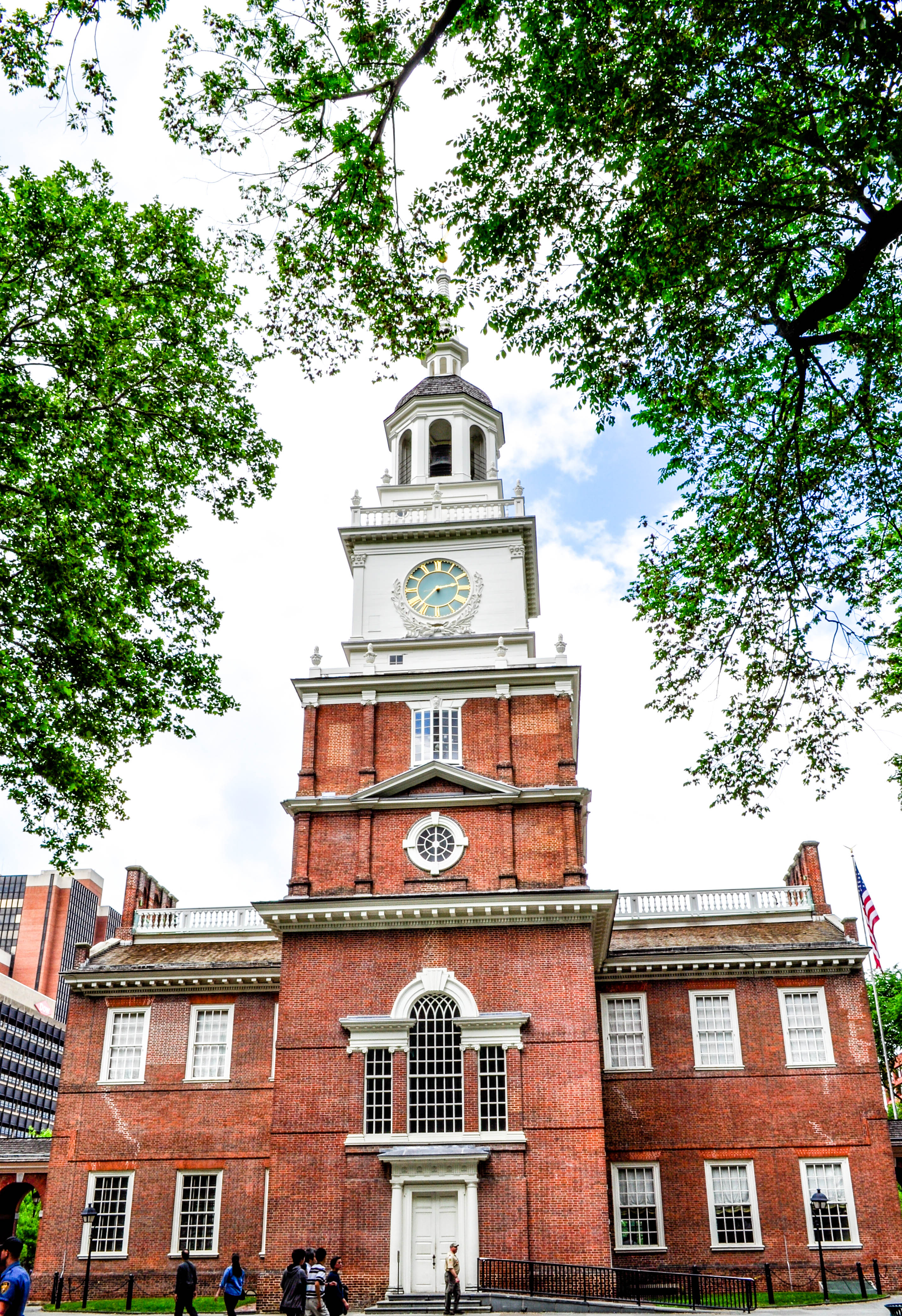
Індепенденс-Хол у Філадельфії — першій столиці США

Дана стаття містить список нинішніх та колишніх національних та субнаціональних столиць США, а також колишніх колоній, територій, королівств, що стали і є сьогодні штатами США.

## Національні столиці
Столицею США з 1800 року є Вашингтон.

### Історичні столиці США
- Філадельфія, Пенсільванія: з 5 вересня 1774 по 24 жовтня 1774, потім з 10 травня 1775 по 12 грудня 1776.
- Балтимор, Меріленд: з 20 грудня 1776 по 27 лютого 1777
- Філадельфія, Пенсільванія: з 4 березня 1777 по 18 вересня 1777
- Ланкастер, Пенсільванія: 27 вересня 1777 (один день)
- Йорк, Пенсільванія: з 30 вересня 1777 по 27 червня 1778
- Філадельфія, Пенсільванія: з 2 липня 1778 по 21 червня 1783
- Принстон, Нью-Джерсі: з 30 червня 1783 по 4 листопада 1783
- Аннаполіс, Меріленд: з 26 листопада 1783 по 19 серпня 1784
- Трентон, Нью-Джерсі: з 1 листопада 1784 по 24 грудня 1784
- Нью-Йорк, Нью-Йорк: з 11 січня 1785 по 12 серпня 1790
- Філадельфія, Пенсільванія: з 6 грудня 1790 по 14 травня 1800
- Вашингтон, округ Колумбія: з 17 листопада 1800 по наші дні.

### Столиці історичних держав, що увійшли в склад США

#### Конфедеративні Штати Америки
Конфедеративні Штати Америки за свою історію мали три столиці:
- Монтгомері, Алабама, 1861
- Ричмонд, Вірджинія, 1861–1865
- Данвілл, Вірджинія, 1865

#### Республіка Техас
До приєднання до Сполучених штатів у 1845 році, Техас був незалежною державою, відомою як Республіка Техас. Його столицями у різний час були сім міст:
- Вашингтон-на-Бразосі, 1836
- Харрісбург, 1836
- Галвестон, 1836
- Веласко, 1836
- Вест-Колумбія, 1836
- Х'юстон, 1837–1839
- Остін, 1839–1845

#### КоролівствотаРеспубліка Гаваї
До того як стати територією США у 1898 році, Гаваї були незалежною державою. За цей час столицями були два міста:
- Лагаїна, 1820—1845 (Гавайське королівство)
- Гонолулу, 1845—1894 (Гавайське королівство); 1894—1898 (Республіка Гаваї)

## Столиці штатів
Примітки:
- Нинішні столиці штатів виділені жирним шрифтом.
- Столиці територій виділені курсивом.
- Рік вказує коли місто стало столицею.

| Штат                                | Столиця                 | Дата | Примітки                                                                        |
| ----------------------------------- | ----------------------- | ---- | ------------------------------------------------------------------------------- |
| Айдахо Штат з 1890 року.            | Льюїстон                | 1863 | Столиця території Айдахо                                                        |
| Айдахо Штат з 1890 року.            | Бойсі                   | 1864 | Столиця території Айдахо                                                        |
| Айдахо Штат з 1890 року.            | Бойсі                   | 1890 | Столиця штату                                                                   |
| Айова Штат з 1846 року.             | Бурлінгтон              | 1837 | Столиця території Вісконсин                                                     |
| Айова Штат з 1846 року.             | Бурлінгтон              | 1838 | Столиця території Айова                                                         |
| Айова Штат з 1846 року.             | Айова-Сіті              | 1841 | Столиця території Айова                                                         |
| Айова Штат з 1846 року.             | Айова-Сіті              | 1846 | Столиця штату                                                                   |
| Айова Штат з 1846 року.             | Де-Мойн                 | 1857 | Столиця штату                                                                   |
| Алабама Штат з 1819 року.           | Сент-Стефенс            | 1817 | Столиця території Алабама                                                       |
| Алабама Штат з 1819 року.           | Хантсвілл               | 1819 | Столиця штату                                                                   |
| Алабама Штат з 1819 року.           | Кахаба                  | 1820 | Столиця штату                                                                   |
| Алабама Штат з 1819 року.           | Таскалуса               | 1826 | Столиця штату                                                                   |
| Алабама Штат з 1819 року.           | Монтгомері              | 1846 | Столиця штату, до 1861 року — Столиця КША                                       |
| Аляска Штат з 1959 року.            | Ситка                   | 1808 | В той же час Новоархангельск — центр російської Аляски                          |
| Аляска Штат з 1959 року.            | Ситка                   | 1867 | Столиця Департаменту Аляска                                                     |
| Аляска Штат з 1959 року.            | Ситка                   | 1900 | Столиця округу Аляска                                                           |
| Аляска Штат з 1959 року.            | Джуно                   | 1906 | Столиця округу Аляска                                                           |
| Аляска Штат з 1959 року.            | Джуно                   | 1959 | Столиця штату                                                                   |
| Аризона Штат з 1912 року.           | Прескот                 | 1864 | Столиця території Аризона                                                       |
| Аризона Штат з 1912 року.           | Тусон                   | 1867 | Столиця території Аризона                                                       |
| Аризона Штат з 1912 року.           | Прескот                 | 1877 | Столиця території Аризона                                                       |
| Аризона Штат з 1912 року.           | Фінікс                  | 1889 | Столиця території Аризона                                                       |
| Аризона Штат з 1912 року.           | Фінікс                  | 1912 | Столиця штату                                                                   |
| Арканзас Штат з 1836 року.          | Арканзас Пост           | 1819 | Столиця території Арканзас                                                      |
| Арканзас Штат з 1836 року.          | Літл-Рок                | 1821 | Столиця території Арканзас                                                      |
| Арканзас Штат з 1836 року.          | Літл-Рок                | 1836 | Столиця штату                                                                   |
| Вайомінг Штат з 1890 року.          | Шайєнн                  | 1869 | Столиця території Вайомінг                                                      |
| Вайомінг Штат з 1890 року.          | Шайєнн                  | 1890 | Столиця штату                                                                   |
| Вашингтон Штат з 1889 року.         | Орегон-Сіті             | 1848 | Столиця території Орегон                                                        |
| Вашингтон Штат з 1889 року.         | Сейлем                  | 1851 | Столиця території Орегон                                                        |
| Вашингтон Штат з 1889 року.         | Олімпія                 | 1853 | Столиця території Вашингтон                                                     |
| Вашингтон Штат з 1889 року.         | Олімпія                 | 1889 | Столиця штату                                                                   |
| Вермонт Штат з 1791 року.           | Віндсор                 | 1777 | Столиця республіки Вермонт                                                      |
| Вермонт Штат з 1791 року.           | Віндсор                 | 1791 | Столиця штату                                                                   |
| Вермонт Штат з 1791 року.           | Монтпілієр              | 1805 |                                                                                 |
| Вірджинія Штат з 1776 року.         | Джеймстаун              | 1619 | Столиця колонії Вірджинія                                                       |
| Вірджинія Штат з 1776 року.         | Вільямсбург             | 1699 | Столиця колонії Вірджинія, спочатку називався Мідл Плантейшн                    |
| Вірджинія Штат з 1776 року.         | Вільямсбург             | 1776 | Столиця штату                                                                   |
| Вірджинія Штат з 1776 року.         | Ричмонд                 | 1780 | Столиця штату                                                                   |
| Вірджинія Штат з 1776 року.         | Ричмонд                 | 1861 | З 29 травня 1861 по 9 квітня 1865 року — Столиця КША                            |
| Вірджинія Штат з 1776 року.         | Данвілл                 | 1865 | З 3 по 10 квітня 1865 року — Столиця КША                                        |
| Вірджинія Штат з 1776 року.         | Ричмонд                 | 1865 | Столиця штату                                                                   |
| Вісконсин Штат з 1848 року.         | Белмонт                 | 1836 | Столиця території Вісконсин                                                     |
| Вісконсин Штат з 1848 року.         | Бурлінгтон              | 1837 | Столиця території Вісконсин, зараз частина Айови                                |
| Вісконсин Штат з 1848 року.         | Медісон                 | 1838 | Столиця території Вісконсин                                                     |
| Вісконсин Штат з 1848 року.         | Медісон                 | 1848 | Столиця штату                                                                   |
| Гаваї Штат з 1959 року.             | Лагаїна                 | 1820 | Столиця Гавайського королівства                                                 |
| Гаваї Штат з 1959 року.             | Гонолулу                | 1845 | Столиця Гавайського королівства                                                 |
| Гаваї Штат з 1959 року.             | Гонолулу                | 1894 | Столиця Республіки Гаваї                                                        |
| Гаваї Штат з 1959 року.             | Гонолулу                | 1898 | Столиця території Гаваї                                                         |
| Гаваї Штат з 1959 року.             | Гонолулу                | 1959 | Столиця штату                                                                   |
| Делавер Штат з 1776 року.           | Нью Кастл               | 1704 | Столиця колонії Делавер                                                         |
| Делавер Штат з 1776 року.           | Довер                   | 1777 | Столиця штату                                                                   |
| Джорджія Штат з 1776 року.          | Саванна                 | 1733 | Столиця колонії Джорджія                                                        |
| Джорджія Штат з 1776 року.          | Саванна                 | 1777 | Столиця штату                                                                   |
| Джорджія Штат з 1776 року.          | Огаста                  | 1779 | Столиця штату                                                                   |
| Джорджія Штат з 1776 року.          | Хеардс Форт             | 1780 | Столиця штату                                                                   |
| Джорджія Штат з 1776 року.          | Огаста                  | 1781 | Столиця штату                                                                   |
| Джорджія Штат з 1776 року.          | Саванна                 | 1782 | Столиця штату                                                                   |
| Джорджія Штат з 1776 року.          | Ебенезер                | 1782 | Столиця штату                                                                   |
| Джорджія Штат з 1776 року.          | Саванна                 | 1784 | Столиця штату                                                                   |
| Джорджія Штат з 1776 року.          | Огаста                  | 1786 | Столиця штату                                                                   |
| Джорджія Штат з 1776 року.          | Луїсвілл                | 1796 | Столиця штату                                                                   |
| Джорджія Штат з 1776 року.          | Мілледжвілл             | 1807 | Столиця штату                                                                   |
| Джорджія Штат з 1776 року.          | Мейкон                  | 1864 | Столиця штату                                                                   |
| Джорджія Штат з 1776 року.          | Мілледжвілл             | 1865 | Столиця штату                                                                   |
| Джорджія Штат з 1776 року.          | Атланта                 | 1868 | Столиця штату                                                                   |
| Західна Вірджинія Штат з 1863 року. | Віллінг                 | 1863 | Столиця штату                                                                   |
| Західна Вірджинія Штат з 1863 року. | Чарлстон                | 1870 | Столиця штату                                                                   |
| Західна Вірджинія Штат з 1863 року. | Віллінг                 | 1875 | Столиця штату                                                                   |
| Західна Вірджинія Штат з 1863 року. | Чарльстон               | 1885 | Столиця штату                                                                   |
| Іллінойс Штат з 1818 року.          | Каскаскія               | 1809 | Столиця території Іллінойс                                                      |
| Іллінойс Штат з 1818 року.          | Вандалія                | 1819 | Столиця штату                                                                   |
| Іллінойс Штат з 1818 року.          | Спрингфілд              | 1839 | Столиця штату                                                                   |
| Індіана Штат з 1816 року.           | Вінсеннес               | 1800 | Столиця території Індіана                                                       |
| Індіана Штат з 1816 року.           | Корідон                 | 1813 | Столиця території Індіана                                                       |
| Індіана Штат з 1816 року.           | Корідон                 | 1816 | Столиця штату                                                                   |
| Індіана Штат з 1816 року.           | Індіанаполіс            | 1825 | Столиця штату                                                                   |
| Каліфорнія Штат з 1850 року.        | Монтерей                | 1777 | Столиця Альта і Бая Каліфорнії під іспанським та мексиканським підпорядкуванням |
| Каліфорнія Штат з 1850 року.        | Сан-Хосе                | 1850 | Столиця штату                                                                   |
| Каліфорнія Штат з 1850 року.        | Валехо                  | 1851 | Столиця штату                                                                   |
| Каліфорнія Штат з 1850 року.        | Беніція                 | 1853 | Столиця штату                                                                   |
| Каліфорнія Штат з 1850 року.        | Сакраменто              | 1854 | Столиця штату                                                                   |
| Канзас Штат з 1861 року.            | Пауні                   | 1855 | Столиця території Канзас                                                        |
| Канзас Штат з 1861 року.            | Лекомптон               | 1856 | Де-юре Столиця території Канзас                                                 |
| Канзас Штат з 1861 року.            | Топіка                  | 1856 | Де-факто Столиця території Канзас                                               |
| Канзас Штат з 1861 року.            | Топіка                  | 1861 | Столиця штату                                                                   |
| Кентуккі Штат з 1792 року.          | Данвілл                 | 1780 | Столиця округу Кентуккі Вірджинії                                               |
| Кентуккі Штат з 1792 року.          | Боулінг Грін            | 1861 | Урядова Столиця КША (з листопада 1861 по лютий 1862)                            |
| Кентуккі Штат з 1792 року.          | Франкфорт               | 1792 | Столиця штату                                                                   |
| Колорадо Штат з 1876 року.          | Аурарія                 | 1859 | Столиця території Джефферсон                                                    |
| Колорадо Штат з 1876 року.          | Колорадо-Спрінгс        | 1861 | Столиця території Колорадо                                                      |
| Колорадо Штат з 1876 року.          | Голден                  | 1862 | Столиця території Колорадо                                                      |
| Колорадо Штат з 1876 року.          | Денвер                  | 1867 | Столиця території Колорадо                                                      |
| Колорадо Штат з 1876 року.          | Денвер                  | 1876 | Столиця штату                                                                   |
| Коннектикут Штат з 1776 року.       | Нью-Гейвен              | 1701 | Столиця колонії                                                                 |
| Коннектикут Штат з 1776 року.       | Нью-Гейвен              | 1776 | Столиця штату                                                                   |
| Коннектикут Штат з 1776 року.       | Гартфорд                | 1873 | Столиця штату                                                                   |
| Луїзіана Штат з 1812 року.          | Мобіл-Бей               | 1702 | Столиця французької колонії                                                     |
| Луїзіана Штат з 1812 року.          | Белаксі                 | 1720 | Столиця французької колонії                                                     |
| Луїзіана Штат з 1812 року.          | Новий Орлеан            | 1722 | Столиця французької та іспанської колоній                                       |
| Луїзіана Штат з 1812 року.          | Новий Орлеан            | 1803 | Столиця Орлеанської території                                                   |
| Луїзіана Штат з 1812 року.          | Новий Орлеан            | 1812 | Столиця штату                                                                   |
| Луїзіана Штат з 1812 року.          | Дональдсонвілл          | 1830 | Столиця штату                                                                   |
| Луїзіана Штат з 1812 року.          | Новий Орлеан            | 1831 | Столиця штату                                                                   |
| Луїзіана Штат з 1812 року.          | Батон-Руж               | 1849 | Столиця штату                                                                   |
| Луїзіана Штат з 1812 року.          | Опелоусас               | 1862 | Столиця штату                                                                   |
| Луїзіана Штат з 1812 року.          | Шривпорт                | 1863 | Столиця штату                                                                   |
| Луїзіана Штат з 1812 року.          | Новий Орлеан            | 1865 | Столиця штату                                                                   |
| Луїзіана Штат з 1812 року.          | Батон-Руж               | 1880 | Столиця штату                                                                   |
| Массачусетс Штат з 1776 року.       | Бостон                  | 1630 | Столиця колонії Массачусетс-Бей                                                 |
| Массачусетс Штат з 1776 року.       | Бостон                  | 1776 | Столиця штату                                                                   |
| Міннесота Штат з 1858 року.         | Сент-Пол                | 1849 | Столиця території Міннесота                                                     |
| Міннесота Штат з 1858 року.         | Сент-Пол                | 1858 | Столиця штату                                                                   |
| Міссісіпі Штат з 1817 року.         | Натчез                  | 1798 | Столиця території Міссісіпі                                                     |
| Міссісіпі Штат з 1817 року.         | Вашингтон               | 1802 | Столиця території Міссісіпі                                                     |
| Міссісіпі Штат з 1817 року.         | Натчез                  | 1817 | Столиця штату                                                                   |
| Міссісіпі Штат з 1817 року.         | Джексон                 | 1821 | Столиця штату                                                                   |
| Міссурі Штат з 1821 року.           | Сент-Луїс               | 1765 | Столиця французької колонії                                                     |
| Міссурі Штат з 1821 року.           | Сент-Луїс               | 1804 | Столиця території Міссурі                                                       |
| Міссурі Штат з 1821 року.           | Сент-Чарльз             | 1821 | Столиця штату                                                                   |
| Міссурі Штат з 1821 року.           | Джефферсон-Сіті         | 1826 | Столиця штату                                                                   |
| Мічиган Штат з 1837 року.           | Детройт                 | 1805 | Столиця території Мічиган                                                       |
| Мічиган Штат з 1837 року.           | Детройт                 | 1837 | Столиця штату                                                                   |
| Мічиган Штат з 1837 року.           | Лансинг                 | 1847 | Столиця штату                                                                   |
| Монтана Штат з 1889 року.           | Баннак                  | 1864 | Столиця території Монтана                                                       |
| Монтана Штат з 1889 року.           | Вірджинія-Сіті          | 1865 | Столиця території Монтана                                                       |
| Монтана Штат з 1889 року.           | Хелена                  | 1875 | Столиця території Монтана                                                       |
| Монтана Штат з 1889 року.           | Хелена                  | 1889 | Столиця штату                                                                   |
| Мен Штат з 1820 року.               | Портленд                | 1820 | Столиця штату де-юре                                                            |
| Мен Штат з 1820 року.               | Огаста                  | 1827 | Столиця штату де-юре                                                            |
| Мен Штат з 1820 року.               | Портленд                | 1832 | Столиця штату де-факто                                                          |
| Мен Штат з 1820 року.               | Огаста                  | 1832 | Столиця штату                                                                   |
| Меріленд Штат з 1776 року.          | Сент-Мериз Сіті         | 1634 | Столиця провінції Меріленд                                                      |
| Меріленд Штат з 1776 року.          | Аннаполіс               | 1694 | Столиця провінції Меріленд                                                      |
| Меріленд Штат з 1776 року.          | Аннаполіс               | 1777 | Столиця штату. С 1783 по 1784 — Столиця США                                     |
| Небраска Штат з 1867 року.          | Омаха                   | 1854 | Столиця території Небраска                                                      |
| Небраска Штат з 1867 року.          | Лінкольн                | 1867 | Столиця штату                                                                   |
| Невада Штат з 1864 року.            | Карсон-Сіті             | 1861 | Столиця території Невада                                                        |
| Невада Штат з 1864 року.            | Карсон-Сіті             | 1864 | Столиця штату                                                                   |
| Нью-Джерсі Штат з 1776 року.        | Елізабеттаун            | 1686 | Столиця провінції Нью-Джерсі                                                    |
| Нью-Джерсі Штат з 1776 року.        | Принстон                | 1783 | Столиця штату. Столица США                                                      |
| Нью-Джерсі Штат з 1776 року.        | Трентон                 | 1784 | Столиця штату. Столица США з 1 листопада по 24 грудня 1784 року                 |
| Нью-Йорк Штат з 1776 року.          | Нью-Йорк                | 1664 | Столиця британської провінції Нью-Йорк                                          |
| Нью-Йорк Штат з 1776 року.          | Кінгстон                | 1777 | Столиця штату                                                                   |
| Нью-Йорк Штат з 1776 року.          | Харлєй                  | 1777 | Столиця штату                                                                   |
| Нью-Йорк Штат з 1776 року.          | Пекипсі                 | 1777 | Столиця штату                                                                   |
| Нью-Йорк Штат з 1776 року.          | Нью-Йорк                | 1788 | Столиця штату; Столиця США у 1785—1788 і 1789—1790 роках                        |
| Нью-Йорк Штат з 1776 року.          | Олбані                  | 1797 | Столиця штату                                                                   |
| Нью-Мексико Штат з 1912 року.       | Сан-Жуан                | 1598 | Столиця провінції Нова Іспанія                                                  |
| Нью-Мексико Штат з 1912 року.       | Санта-Фе                | 1609 | Столиця провінції Нова Іспанія                                                  |
| Нью-Мексико Штат з 1912 року.       | Санта-Фе                | 1821 | Столиця території Мексико                                                       |
| Нью-Мексико Штат з 1912 року.       | Санта-Фе                | 1850 | Столиця території Нью-Мексико                                                   |
| Нью-Мексико Штат з 1912 року.       | Санта-Фе                | 1912 | Столиця штату                                                                   |
| Нью-Гемпшир Штат з 1776 року.       | Портсмут                | 1679 | Столиця провінції Нью-Гемпшир                                                   |
| Нью-Гемпшир Штат з 1776 року.       | Екзетер                 | 1775 | Столиця штату                                                                   |
| Нью-Гемпшир Штат з 1776 року.       | Конкорд                 | 1808 | Столиця штату                                                                   |
| Огайо Штат з 1803 року.             | Марітта                 | 1788 | Столиця Північно-Західної території                                             |
| Огайо Штат з 1803 року.             | Чиллікоті               | 1800 | Столиця Північно-Західної території                                             |
| Огайо Штат з 1803 року.             | Чиллікоті               | 1803 | Столиця штату                                                                   |
| Огайо Штат з 1803 року.             | Занесвілл               | 1810 | Столиця штату                                                                   |
| Огайо Штат з 1803 року.             | Чиллікоті               | 1812 | Столиця штату                                                                   |
| Огайо Штат з 1803 року.             | Колумбус                | 1816 | Столиця штату                                                                   |
| Оклахома Штат з 1907 року.          | Гасрі                   | 1889 | Столиця території Оклахома                                                      |
| Оклахома Штат з 1907 року.          | Гасрі                   | 1907 | Столиця штату                                                                   |
| Оклахома Штат з 1907 року.          | Оклахома-Сіті           | 1910 | Столиця штату                                                                   |
| Орегон Штат з 1859 року.            | Орегон-Сіті             | 1848 | Столиця території Орегон                                                        |
| Орегон Штат з 1859 року.            | Сейлем                  | 1851 | Столиця території Орегон                                                        |
| Орегон Штат з 1859 року.            | Корваліс                | 1855 | Столиця території Орегон                                                        |
| Орегон Штат з 1859 року.            | Сейлем                  | 1855 | Столиця території Орегон                                                        |
| Орегон Штат з 1859 року.            | Сейлем                  | 1859 | Столиця штату                                                                   |
| Пенсільванія Штат з 1776 року.      | Філадельфія             | 1682 | Столиця провінції Пенсильванія                                                  |
| Пенсільванія Штат з 1776 року.      | Філадельфія             | 1776 | Столиця штату, в 1776, 1777, 1778—1783, 1790—1800 роках — Столиця США           |
| Пенсільванія Штат з 1776 року.      | Ланкастер               | 1799 | Столиця штату, Столиця США у 1777 році                                          |
| Пенсільванія Штат з 1776 року.      | Йорк                    |      | Столиця США в 1777—1778 роках                                                   |
| Пенсільванія Штат з 1776 року.      | Харрісбург (Гаррісберг) | 1812 | Столиця штату                                                                   |
| Род-Айленд Штат з 1776 року         | Провіденс               | 1776 | Столиця штату                                                                   |
| Північна Дакота Штат з 1889 року.   | Янктон                  | 1861 | Столиця території Дакота, зараз частина Південної Дакоти                        |
| Північна Дакота Штат з 1889 року.   | Бісмарк                 | 1883 | Столиця території Дакота                                                        |
| Північна Дакота Штат з 1889 року.   | Бісмарк                 | 1889 | Столиця штату                                                                   |
| Північна Кароліна Штат з 1776 року. | Чарлстон                | 1670 | Столиця колонії                                                                 |
| Північна Кароліна Штат з 1776 року. | Нью-Берн                | 1712 | Столиця колонії                                                                 |
| Північна Кароліна Штат з 1776 року. | Нью-Берн                | 1776 | Столиця штату                                                                   |
| Північна Кароліна Штат з 1776 року. | Ролі                    | 1794 | Столиця штату                                                                   |
| Теннессі Штат з 1796 року.          | Роки Маунт              | 1790 | Столиця Південно-Західної території                                             |
| Теннессі Штат з 1796 року.          | Ноксвілл                | 1791 | Столиця Південно-Західної території                                             |
| Теннессі Штат з 1796 року.          | Ноксвілл                | 1796 | Столиця штату                                                                   |
| Теннессі Штат з 1796 року.          | Кінгстон                |      | Столиця штату на один день у 1807 році                                          |
| Теннессі Штат з 1796 року.          | Нашвілл                 | 1812 | Столиця штату                                                                   |
| Теннессі Штат з 1796 року.          | Мурфрісборо             | 1818 | Столиця штату                                                                   |
| Теннессі Штат з 1796 року.          | Нашвілл                 | 1826 | Столиця штату                                                                   |
| Техас Штат з 1845 року.             | Лос-Адеас               | 1721 | Столиця колонії, зараз частина Луїзіани                                         |
| Техас Штат з 1845 року.             | Сан-Антоніо-де-Бексар   | 1772 | Столиця колонії                                                                 |
| Техас Штат з 1845 року.             | Сальтильо               | 1824 | Столиця Кохулії та Техасу                                                       |
| Техас Штат з 1845 року.             | Монклова                | 1833 | Столиця Кохулії та Техасу                                                       |
| Техас Штат з 1845 року.             | Вашингтон-на-Бразосі    | 1836 | Столиця республіки Техас                                                        |
| Техас Штат з 1845 року.             | Галвестон               | 1836 | Тимчасова Столиця республіки Техас                                              |
| Техас Штат з 1845 року.             | Харрісбург              | 1836 | Тимчасова Столиця республіки Техас                                              |
| Техас Штат з 1845 року.             | Веласко                 | 1836 | Тимчасова Столиця республіки Техас                                              |
| Техас Штат з 1845 року.             | Західна Колумбія        | 1836 | Тимчасова Столиця республіки Техас                                              |
| Техас Штат з 1845 року.             | Х'юстон                 | 1837 | Столиця республіки Техас                                                        |
| Техас Штат з 1845 року.             | Остін                   | 1839 | Столиця республіки Техас, до 1839 року називався Ватерлоо                       |
| Техас Штат з 1845 року.             | Остін                   | 1845 | Столиця штату                                                                   |
| Флорида Штат з 1845 року.           | Сент-Августін           | 1565 | Столиця іспанської колонії Флорида                                              |
| Флорида Штат з 1845 року.           | Сент-Августін           | 1821 | Столиця території Флорида; Столиця британської Східної Флориди                  |
| Флорида Штат з 1845 року.           | Пенсакола               | 1821 | Столиця території Флорида; Столиця британської Західної Флориди                 |
| Флорида Штат з 1845 року.           | Таллахассі              | 1824 | Столиця території Флорида                                                       |
| Флорида Штат з 1845 року.           | Таллахассі              | 1845 | Столиця штату                                                                   |
| Південна Дакота Штат з 1889 року.   | Янктон                  | 1861 | Столиця території Дакота                                                        |
| Південна Дакота Штат з 1889 року.   | Бісмарк                 | 1883 | Столиця території Дакота, зараз столиця Північної Дакоти                        |
| Південна Дакота Штат з 1889 року.   | Пірр                    | 1889 | Столиця штату                                                                   |
| Південна Кароліна Штат з 1776 року. | Чарлстон                | 1670 | Столиця колонії                                                                 |
| Південна Кароліна Штат з 1776 року. | Чарлстон                | 1776 | Столиця штату                                                                   |
| Південна Кароліна Штат з 1776 року. | Колумбія                | 1786 | Столиця штату                                                                   |
| Юта Штат з 1896 року.               | Філлмор                 | 1850 | Столиця території Юта                                                           |
| Юта Штат з 1896 року.               | Солт-Лейк-Сіті          | 1858 | Столиця території Юта                                                           |
| Юта Штат з 1896 року.               | Солт-Лейк-Сіті          | 1896 | Столиця штату                                                                   |